# Jorge Manuel Jacob da Silva de Carvalho
Jorge Manuel Jacob da Silva de Carvalho (Lourenço Marques, 28 de Maio de 1966) é um consultor especialista em Inteligência/Informações, Inteligência Económica e Competitiva e em Estratégia.
É conhecido por ter sido formalmente acusado de espião pelo Ministério Público, ao ter lesado Portugal e todos os portugueses, enquanto ex-director do Serviço de Informações Estratégicas de Defesa (SIED), por ter fornecido elementos que eram sigilosos e protegidos por privacidade pública para fins empresariais a Nuno Vasconcellos, presidente do grupo Ongoing e empresa para a qual passou a trabalhar. Ambos eram na altura da mesma loja maçónica.

## Biografia
Licenciado em Direito, menção de Ciências Jurídico-Económicas pela Faculdade de Direito da Universidade de Lisboa (1985/90), Pós-graduado em Estudos Europeus nos anos de 1993 a 1994 no Instituto Europeu da Faculdade de Direito e Mestre em Gestão pelo Instituto Universitário de Lisboa (ISCTE-IUL).
Entrou em 1991 para o Serviço de Informações de Segurança (SIS) um dos dois serviços de inteligência de Portugal, onde se formou e exerceu, durante cerca de catorze anos, diversas funções dirigentes. 
Em 2003 frequentou o Curso de Defesa Nacional ministrado pelo Instituto da Defesa Nacional.
Em 2005 assumiu funções como Chefe do Gabinete do Secretário-Geral do Sistema português de Inteligência onde liderou as principais reformas efectuadas no sistema de inteligência de Portugal. Desde 2003 que se assume como um dos principais defensores da reforma do sistema de inteligência no sentido da fusão, num só, dos serviços de inteligência de Portugal.
Em 2006 foi indicado pelo Departamento de Estado dos Estados Unidos da América, para o programa individual - IVLP - International Visitors Leadership Program - http://eca.state.gov/ivlp
Em 2008 é nomeado pelo Primeiro-Ministro de Portugal, para o cargo de Director-Geral do Serviço de Informações Estratégicas de Defesa (SIED), o serviço de inteligência externa de Portugal.
Abandonou os serviços de inteligência em finais de 2010 por divergências com a tutela quanto ao futuro dos serviços de informações e à sua respectiva capacitação.
Na sua carreira nos serviços de inteligência especializou-se em Espionagem e Contra-Espionagem, HUMINT, Vigilância e Contra-Vigilância, bem como em Assuntos Internacionais e em Segurança Nacional.
Foi colocado, por despacho conjunto do Primeiro Ministro e Ministro das Finanças, desde Dezembro de 2010, como Assessor Principal da Presidência do Conselho de Ministros, encontrando-se em licença sem vencimento de longa duração desde essa data.
Em 2011, iniciou funções no sector privado, tendo integrado, entre Janeiro de 2012 e Fevereiro de 2013, os quadros da empresa ONGOING Strategy Investments onde assumiu diversos cargos de administração, entre os quais os de Administrador responsável pelos Assuntos Corporativos e CEO da Ongoing Serviços.
Desde Fevereiro de 2012 exerce funções como Consultor em Estratégia, em Segurança Económica e Empresarial e em Inteligência Económica e Competitiva.
Entre 2005 e 2012 foi Professor convidado no Mestrado em Direito e Segurança da Faculdade de Direito da Universidade Nova de Lisboa .
Desde Julho de 2014 é Professor e coordenador científico do MBA em Gestão do Conhecimento e Inteligência Competitiva no ISCAC Coimbra Business School.
Publica artigos da especialidade em matéria de Gestão, Informações/Inteligência, Estratégia, Segurança Nacional e Assuntos Internacionais.
Em Novembro de 2016 é condenado a quatro anos e seis meses de prisão com pena suspensa por crimes de violação de segredo de Estado, acesso ilegítimo a dados de tráfego do jornalista Nuno Simas, devassa da vida privada por meio informático no caso do relatório a Francisco Pinto Balsemão e abuso de poder, além do pagamento de indemnizações ao jornalista Nuno Simas (15 mil euros) e a Francisco Pinto Balsemão (10 mil euros), patrão da Impresa. 
O colectivo de juízes decidiu porém, absolver Silva Carvalho do crime de corrupção activa e passiva para acto ilícito pelo qual estava também acusado, considerando não haver prova suficiente para a condenação.
Em Março de 2018 o Tribunal da Relação de Lisboa confirmou a condenação tendo os juízes dito no acordão que "colocou em perigo interesses do Estado português relativos à independência nacional, à unidade e à integridade do Estado ou à sua segurança interna e externa”.

## Funções maçónicas
Integra como membro a Maçonaria tendo sido iniciado na Loja Mercúrio - Maçonaria Portuguesa, transitando posteriormente para a Loja Mozart n.º 49 - Maçonaria Portuguesa, da Grande Loja Regular de Portugal.

## Wikileaks
Jorge Silva Carvalho também se viu envolvido no caso 'Wikileaks' devido a uma conversa sobre a situação em Timor-Leste com o Embaixador dos EUA em Lisboa.

## Obras Publicadas
- Segurança Nacional e Informações, Revista Segurança e Defesa, Novembro 2006.
- Os limites à produção de Informações no Estado de Direito Democrático, Revista Segurança e Defesa, Fevereiro 2007.
- O Sistema Integrado de Segurança Interna (SISI) e a sua articulação com o Sistema de Informações da República Portuguesa (SIRP), Revista Segurança e Defesa, Maio - Julho 2007.
- Modelos de Sistemas de Informações: Cooperação entre Sistemas de Informações (Apontamentos para Apoio), Estudos de Direito e Segurança, Almedina, 2007.
- O Sistema de Informações da República Portuguesa, Cidadania e Defesa - Boletim Informativo, AACDN, Março - Abril 2007.
- Segurança: Visão Global - A Perspectiva das Informações, Revista Segurança e Defesa, Dezembro 2007 - Fevereiro 2008.
- A Global Security Vision: The Portuguese Intelligence Perspective, IPRIS Occasional Paper, Maio 2009. 
- Segurança Nacional, Serviços de Informações e as Forças Armadas, Revista Segurança e Defesa, Setembro 2009 - Novembro 2009.
- O Conhecimento na Gestão da Mudança, in Inteligência Económica, 2013.
- Relações Angola-Portugal: Análise e Perspectivas, in Inteligência Económica, 2013.
- Brasil: Privilegiar a Análise Estratégica, in CEO Lusófono, 2013.
- A importância do Conhecimento e da Inteligência no processo de tomada de decisão em ambiente de Mudança, in Inteligência Económica, Outubro de 2013.